# Meilogu
Meilogu és una regió històrica de Sardenya nord-oriental que aplega municipis de la província de Sàsser. Limita amb les subregions sardes de Tataresu al nord, Montacuto a l'est, Goceano i Marghine al sud i Planargia a l'oest.
Històricament formà part del Jutjat de Torres i es troba en una zona rica en jaciments de nurags.